# Frørup Sogn (Kolding Kommune)
Frørup Sogn ist eine Kirchspielsgemeinde (dän.: Sogn) im südlichen Dänemark. Bis 1970 gehörte sie zur Harde Sønder Tyrstrup Herred im damaligen Haderslev Amt, danach zur Christiansfeld Kommune im erweiterten Sønderjyllands Amt, die im Zuge der  Kommunalreform zum 1. Januar 2007 in der „neuen“  Kolding Kommune in der Region Syddanmark aufgegangen ist.
Im Kirchspiel leben 279 Einwohner (Stand:1. Januar 2023). Im Kirchspiel liegt die Kirche „Frørup Kirke“.
Nachbargemeinden sind im Südwesten Stepping Sogn, im Westen Ødis Sogn, im Norden Taps Sogn, im Osten Tyrstrup Sogn und  im Süden in der benachbarten Haderslev Kommune Hjerndrup Sogn.